# Angélique Roujas
Angélique Roujas, née le 15 septembre 1974 à Château-du-Loir, est une footballeuse française. Elle évoluait au poste d'attaquante. Elle a été internationale A.

## Carrière

### En club
En club, elle a joué à l'US Le Mans puis à l'ESOF Vendée La Roche-sur-Yon.

### En sélection
Elle est sélectionnée 51 fois en équipe de France (vingt-et-un matchs officiels et trente matches amicaux).

### Reconversion
Angélique Roujas est cadre d'Animation Technique Régional Féminin de la ligue Basse-Normandie de 2001 à 2004.
De 2004 à 2013, elle est responsable du pôle France Féminin, ainsi qu'entraîneuse de l'INF Clairefontaine.
De 2014 à 2019, elle est manager général de la section féminine du FC Metz.
Depuis 2019, elle est responsable technique des jeunes et chargée de l'équipe U19 féminines participant au championnat de France à l'ESOF La Roche.

## Accusations
Angélique Roujas aurait entretenu des relations sexuelles avec des joueuses de l'INF Clairefontaine, parfois mineures au moment des faits, lorsqu'elle était responsable du pôle France Féminin. Elle est licenciée par la FFF pour faute grave en 2019. Angélique Roujas dément ces accusations.